# Graz Hauptbahnhof
Graz Hauptbanhof (česky lze přeložit jako Štýrský Hradec hlavní nádraží) je železniční stanice ve Štýrském Hradci, hlavním městě rakouské spolkové země Štýrsko.
Nádraží se nachází asi 2 kilometry západně od centra města. S centrem je dopravně spojeno pomocí tramvajové trati. Nádraží má obrat 42 000 cestujících denně a 520 vlaků denně.

## Dějiny nádraží
Od roku 1825 prosazoval arcivévoda Jan Habsbursko-Lotrinský železniční spojení, které by spojilo Vídeň s přístavem v Terstu.
21. října 1844 byla otevřena trať Štýrský Hradec – Mürzzuschlag a tím zároveň i nádraží Graz Südbahnhof (Štýrský Hradec jižní nádraží), která byla definitivně dostavena v roce 1847.
První výpravní budova byla navržena v roce 1843 architektem Moritzem von Loehrem, s délkou 89 metrů a šířkou 15 metrů. V letech 1871 až 1876 byla postavena přístavba historizujícím stylu, navržena architektem Wilhelmem von Flattichem.
Postupně se v letech 1900 až 1914 přidalo elektrické osvětlení.
Za druhé světové války byla druhá výpravní budova natolik poškozena, že musela být zbourána, současná budova nádraží byla dokončena v roce 1956.
V roce 2001 bylo nádraží modernizováno (přibyly jezdící schody a malá nákupní oblast).

## Rozložení
Nádraží má pět nástupišť, která obsluhují 9 kolejí.